# Rivière des Eaux Mortes
Pour les articles homonymes, voir Eaux-Mortes.
La rivière des Eaux Mortes est un affluent du lac au Menton (versant de la rivière aux Sables, du réservoir Pipmuacan et de la rivière Betsiamites), coulant sur la rive Nord-Ouest du fleuve Saint-Laurent, dans le territoire non organisé Mont-Valin, dans la municipalité régionale de comté (MRC) de Le Fjord-du-Saguenay, dans la région administrative de la Saguenay–Lac-Saint-Jean, dans la Province de Québec, au Canada.
Quelques routes forestières desservent la vallée de la rivière des Eaux Mortes surtout pour les besoins de la foresterie et des activités  récréotouristiques,,.
La foresterie constitue la principale activité économique du secteur ; les activités récréotouristique, en second.
La surface de la rivière des Eaux Mortes habituellement gelée de la fin novembre au début avril, toutefois la circulation sécuritaire sur la glace se fait généralement de la mi-décembre à la fin mars.

## Géographie
Les principaux bassins versants voisins de la rivière des Eaux Mortes sont :
- Côté Nord : Lac au Menton, réservoir Pipmuacan, rivière Betsiamites ;
- Côté Est : Rivière aux Sables, réservoir Pipmuacan, lac Riverin, rivière Andrieux, rivière à Paul ;
- Côté Sud : lac Maria-Chapdelaine, lac Bergeron, lac Vanel, ruisseau Éléphant, rivière aux Sables, lac Itomamo ;
- Côté Ouest : lac La Sorbière, lac Rouvray, réservoir Pipmuacan, lac Pamouscachiou, rivière Shipshaw, rivière aux Chutes[2].

La rivière des Eaux Mortes prend sa source à la confluence de deux décharges :
décharge des lacs du Moqueur, du Roselin et des Charges ; décharge d’un ensemble de lacs dont Tangara, des Nymphes et de la Paruline. Cette source est située en zone forestière et relativement planche, du côté Est du lac Rond et du côté Ouest du lac Itomamo.
À partir de l’embouchure de cette source, le cours de la rivière des Eaux Mortes descend sur 5,3 km vers le Nord selon les segments suivants :
- 3,4 km vers le Nord en traversant une zone de marais en formant un crochet en fin de segment, jusqu’au Lac des Eaux Mortes ;
- 0,7 km vers le Nord jusqu’à la décharge (venant du Nord-Ouest) du Lac Sud ;
- 1,2 km vers le Nord-Est en contournant par le Nord-Ouest une montagne dont le sommet atteint 608 m[2].

Le niveau de la surface de cette rivière est généralement à 518 m, sauf dans le dernier 0,6 km où l’on mesure un dénivelé de 40 m. L'embouchure de la rivière des Eaux Mortes se déverse sur la rive Sud du lac au Menton dans le territoire non organisé de Mont-Valin. Cette confluence de la rivière des Eaux Mortes située à :
- 15,9 km au Sud de l’embouchure de la décharge du lac au Menton ;
- 27,3 km à l’Est du barrage à l’embouchure du lac Pamouscachiou ;
- 60,6 km au Sud-Ouest de la centrale Bersimis-1 du Sud-Est du réservoir Pipmuacan ;
- 76,3 km à l’Ouest du centre du village de Labrieville ;
- 126,4 km au Nord-Ouest du centre-ville de Forestville ;
- 145,5 km à l’Ouest de l’embouchure de la rivière Betsiamites[2],[5].

## Toponymie
Le toponyme rivière des Eaux Mortes a été officialisé le 20 juin 1989 à la Banque des noms de lieux de la Commission de toponymie du Québec.